# Harald Slott-Møller

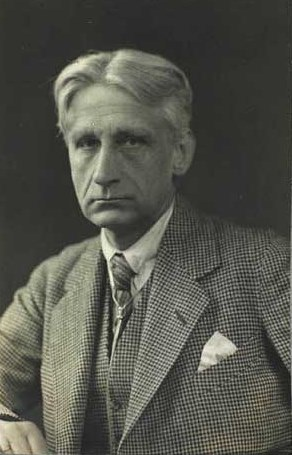
Harald Slott-Møller

Georg Harald Slott-Møller (Kopenhagen, 17 augustus 1864 - aldaar, 20 oktober 1937) was een Deens kunstschilder. Hij begon in een naturalistische stijl, maar werd later vooral ook beïnvloed door het symbolisme. 

## Leven en werk
Slott-Møller werd geboren in een koopmansfamilie en studeerde aan de Koninklijke Deense Kunstacademie. Vervolgens ging hij in de leer bij de bekende kunstschilder Peder Severin Krøyer. 

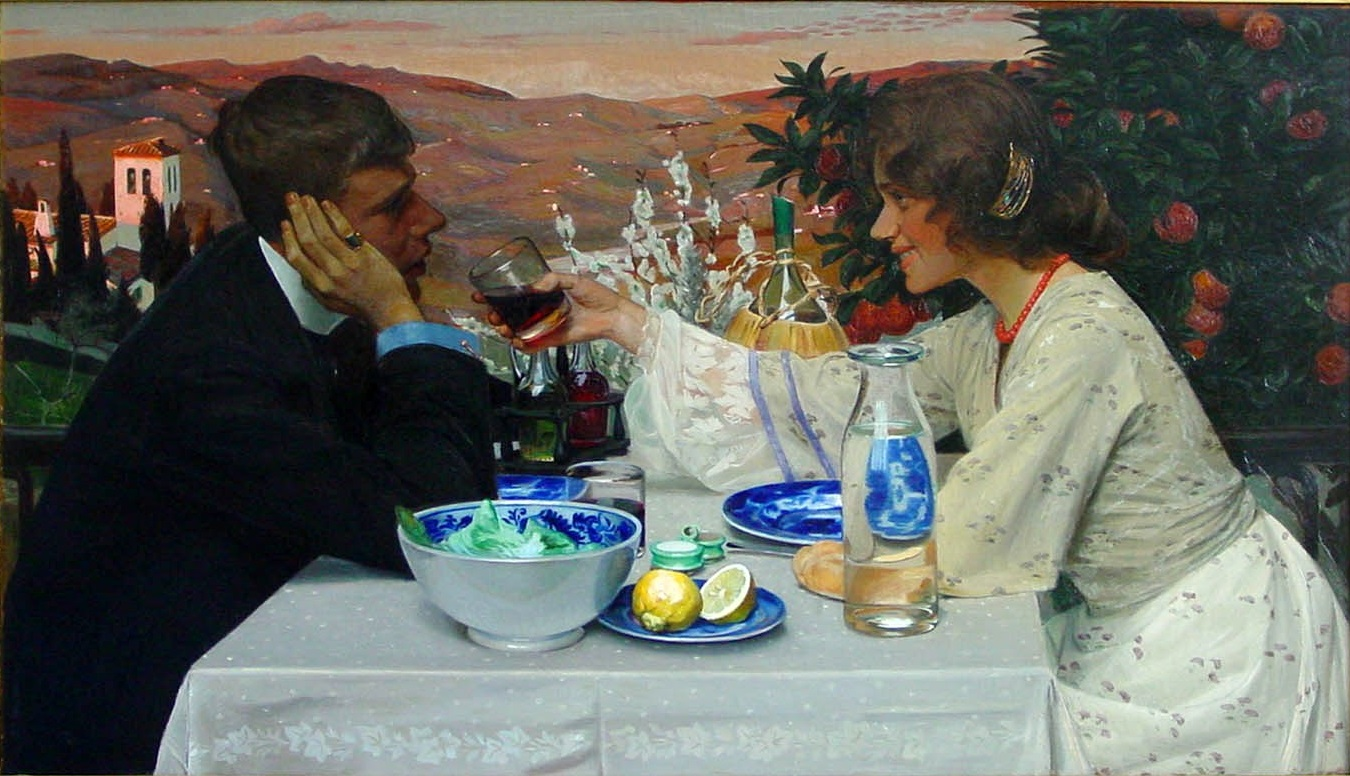
Primavera, 1901.

Aanvankelijk schilderde hij in een naturalistische stijl. Zijn vriend Georg Brandes etiketteerde deze periode in de Deense kunst als de "Moderne Doorbaak". Ironisch genoeg markeerde een portret van Brandes uit 1889 een ommekeer in Slott-Møllers carrière, waarbij hij de compleetheid van het naturalisme verliet ten gunste van een meer individualistische taal, met veel aandacht voor detail. Vanaf ongeveer 1890 kwam hij bovendien steeds meer onder invloed te staan van het symbolisme, met Drie vrouwen, zomeravond als typerend voorbeeld.  
In 1891 was Slott-Møller mede-oprichter van kunstenaarsvereniging Den Frie Udstilling ('De vrije tentoonstelling'), die zich naar analogie van de Salon des Refusés afzette tegen de toelatingsvoorwaarden van de Kunsthal Charlottenborg. Hij wordt beschouwd als een belangrijk baanbreker richting het modernisme in de Deense kunst. Na 1900 sluipen weer meer realistische tendensen in zijn werk, met veel aandacht voor esthetiek. Als een van zijn bekendste werken geldt Primavera uit 1901. Slott-Møller was ook een veelgevraagd portretschilder en maakte ook diverse landschappen. Verder werkte hij als ontwerper voor aardewerkfabriek Alumia, waarbij zijn interesse voor de Arts-and-craftsbeweging zichtbaar werd.
Slott-Møller won in 1900 een bronzen medaille op de wereldtentoonstelling te Parijs en werd in 1919 onderscheiden met de Orde van de Dannebrog. Zijn vrouw Agnes Rambusch Slott-Møller (1862-1937), die ook vaak voor hem model stond, was eveneens kunstschilderes. Hij overleed in 1937, 73 jaar oud, vier maanden na het overlijden van zijn vrouw. Zijn werk is te zien in diverse Scandinavische musea, waaronder het Göteborgs konstmuseum, het Statens Museum for Kunst, Det Nationalhistoriske Museum på Frederiksborg Slot, KUNSTEN Museum of Modern Art Aalborg en de Hirschsprungske Samling, maar ook in vooraanstaande buitenlandse musea zoals het  Detroit Institute of Arts.

## Galerij

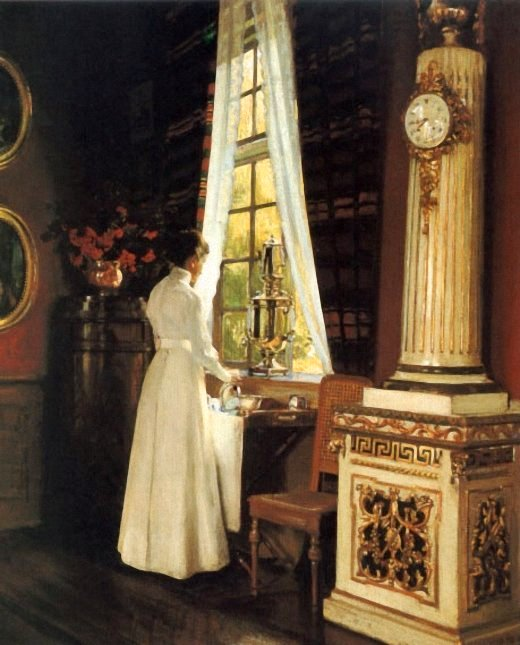
Ochtendkoffie
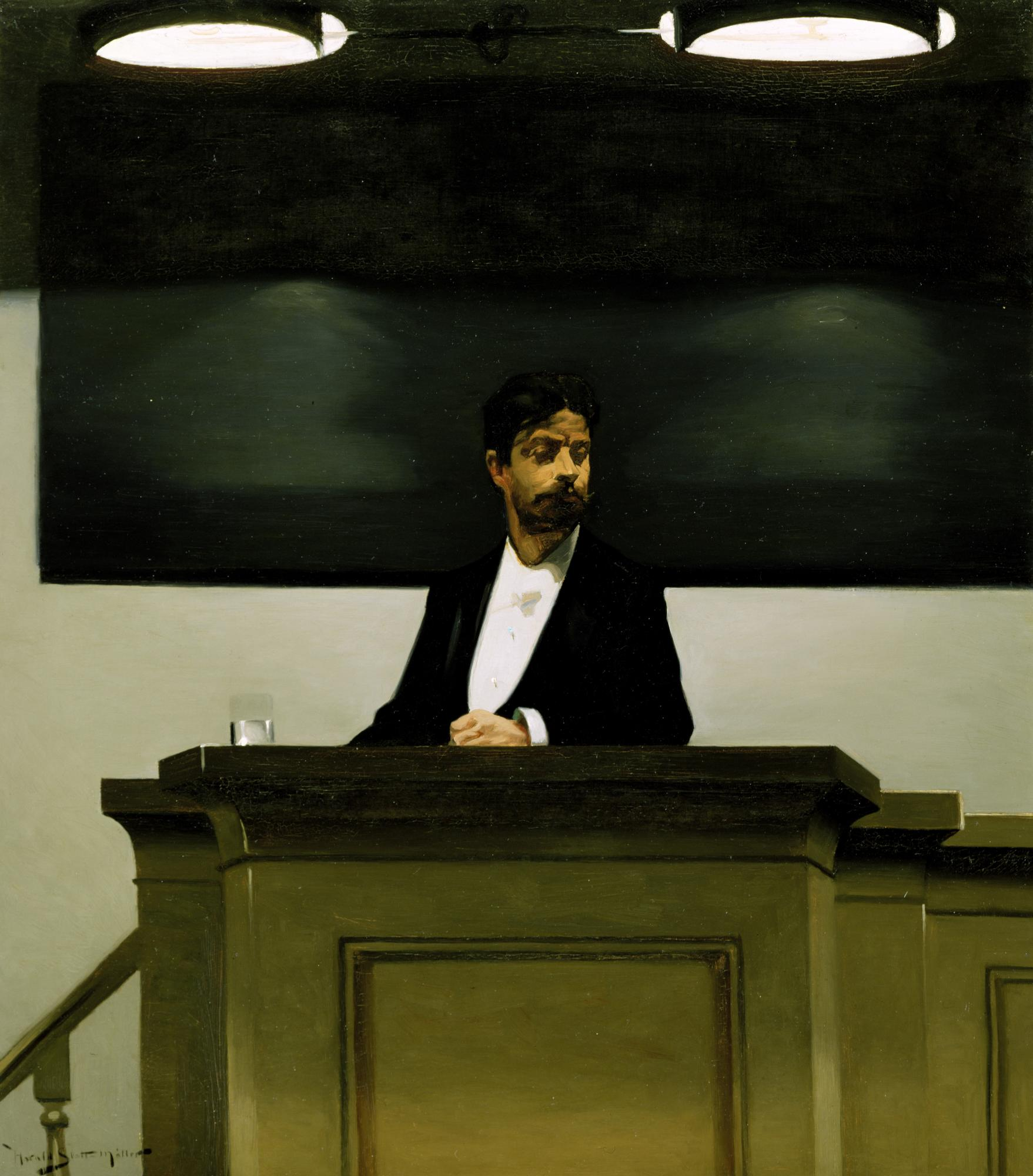
Georg Brandes aan de universiteit van Kopenhagen
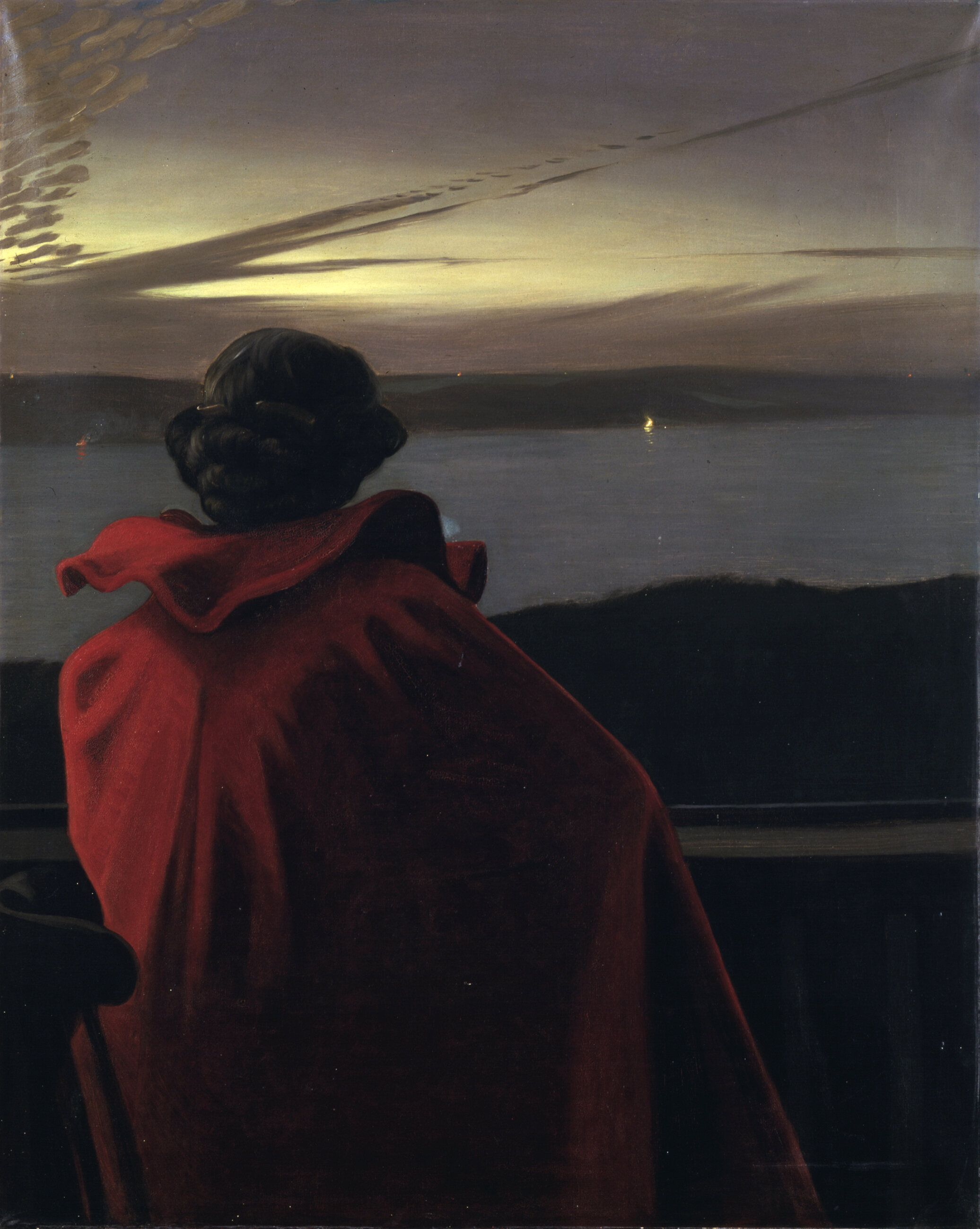
Sint Jans avond bij het Vejle Fjord
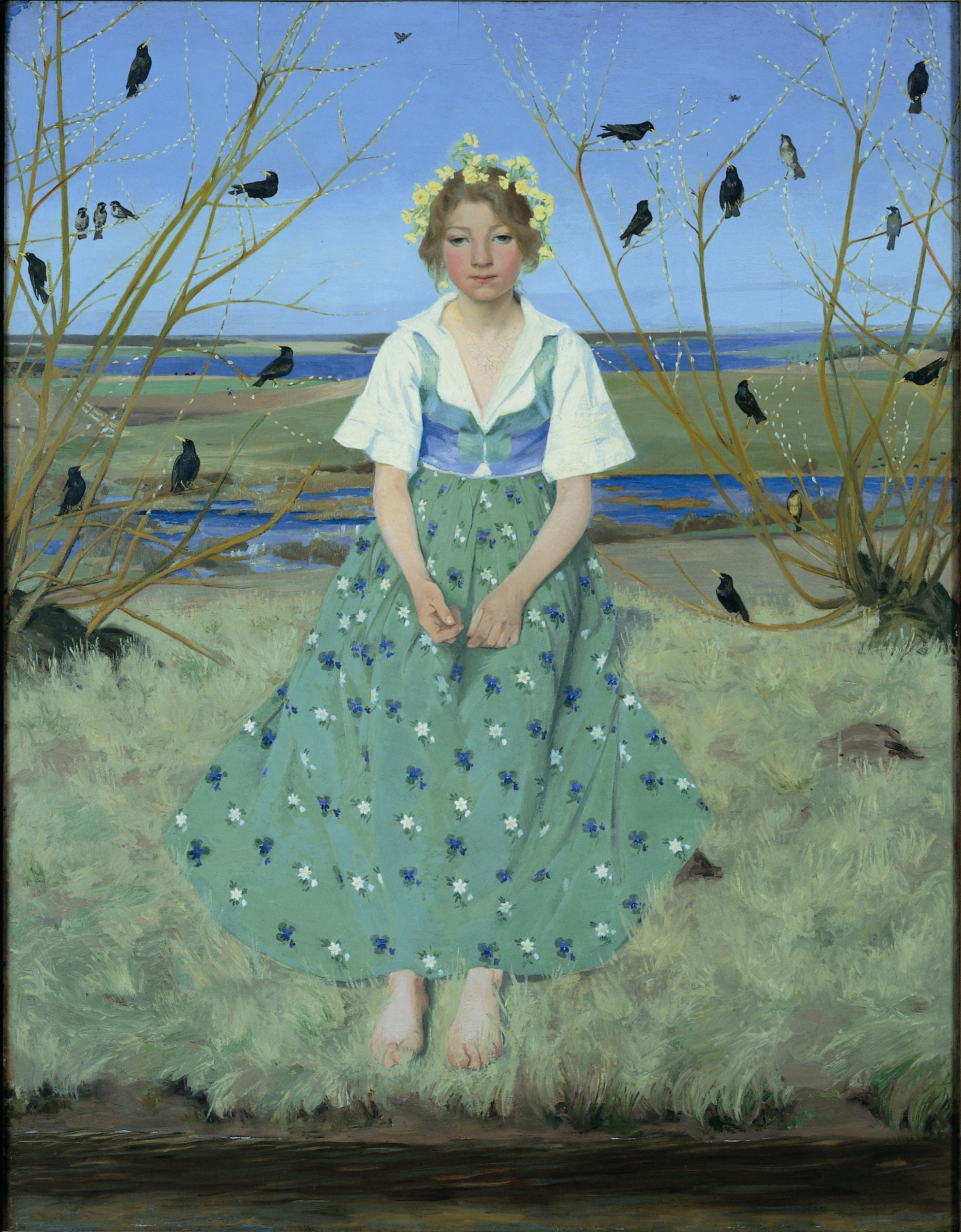
Lente
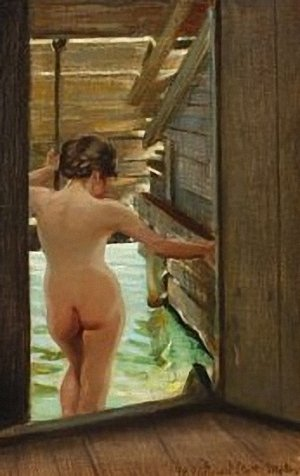
Naakte badende vrouw
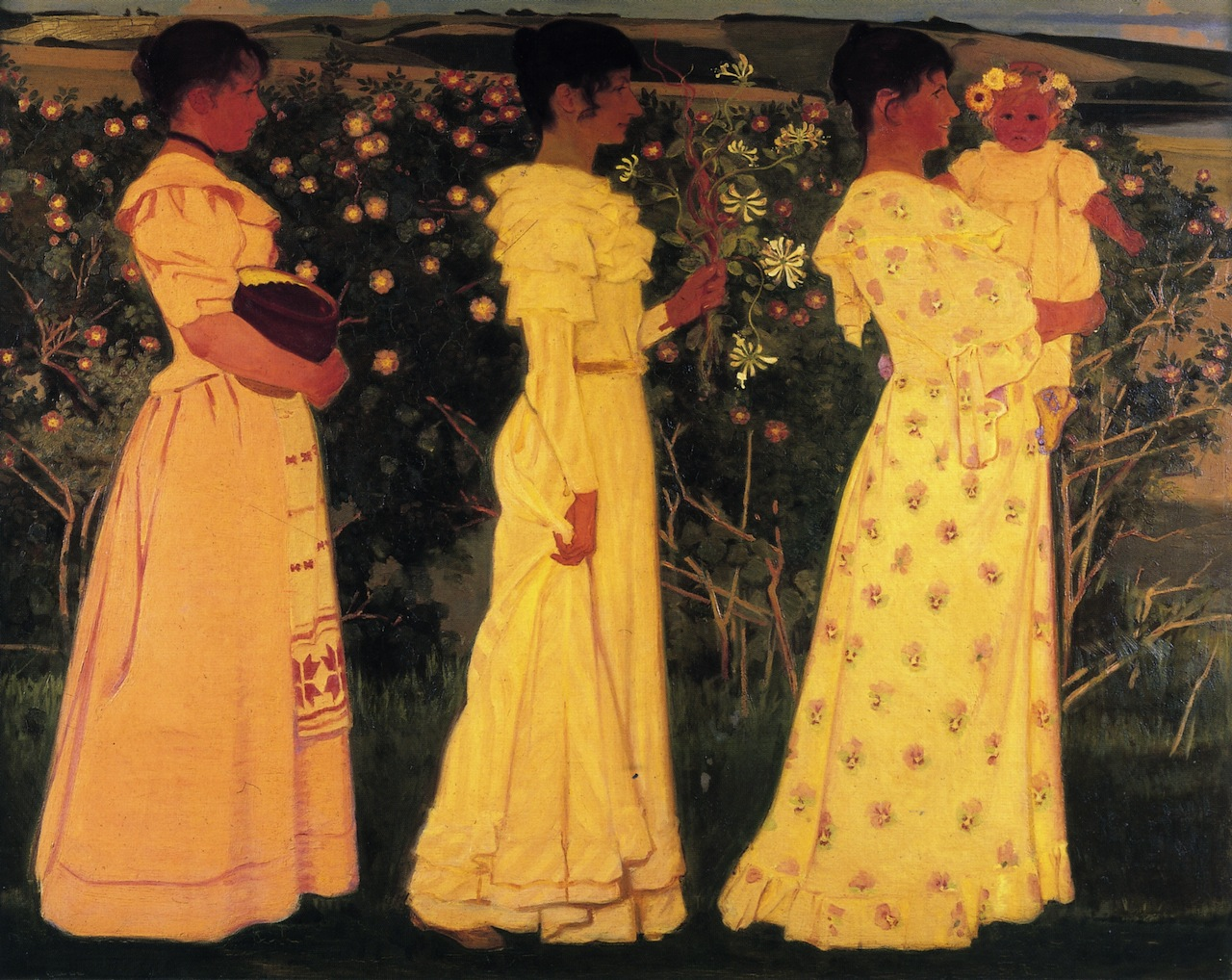
Drie vrouwen, zomeravond
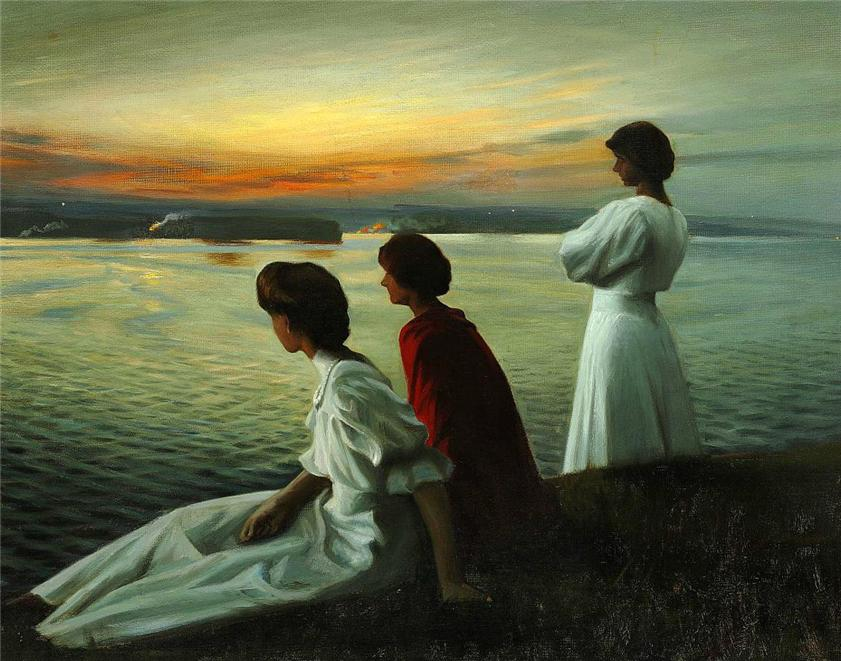
Midzomernachtavond
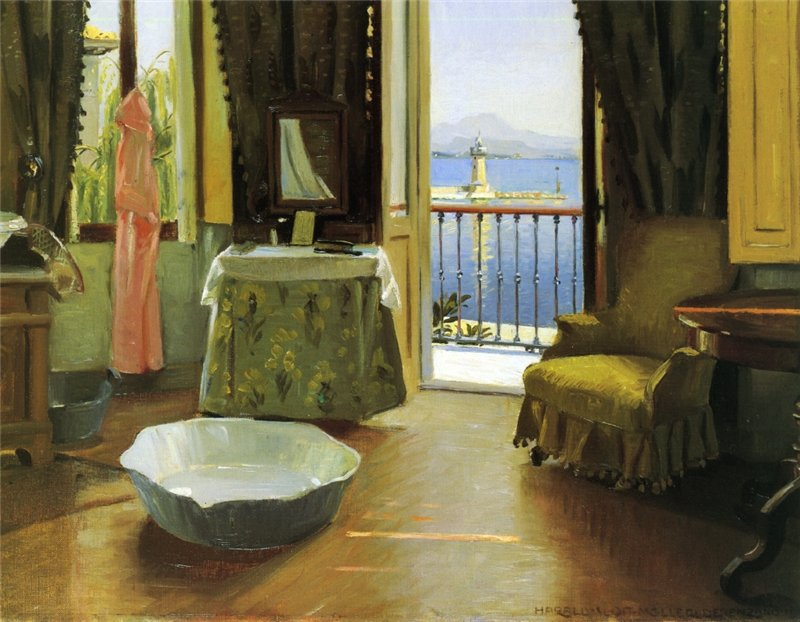
Uitzicht op het Gardameer, Desenzano
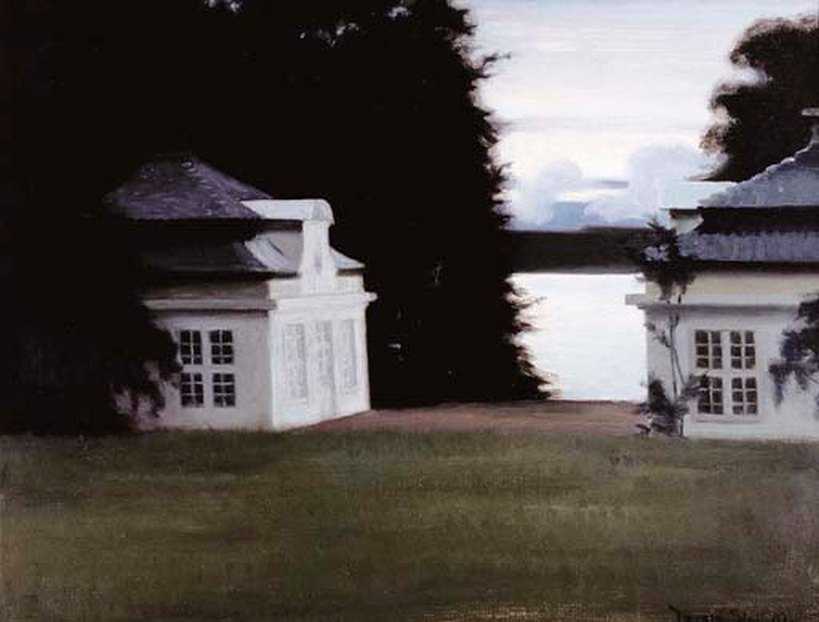
Paviljoens in de koninklijke tuinen in Fredensborg
Meisjes in een groene roeiboot, op een zomerdag